# Macrotera nahua
Macrotera nahua là một loài Hymenoptera trong họ Andrenidae. Loài này được Snelling & Danforth mô tả khoa học năm 1992.